# توماس بي نونان جونيور
توماس بي نونان جونيور (بالإنجليزية: Thomas P. Noonan, Jr.)‏ هو عسكري أمريكي، ولد في 18 نوفمبر 1943 في بروكلين في الولايات المتحدة، وتوفي في 5 فبراير 1969 في محافظة كوانغ تشي في فيتنام.